# Torneo Avvenire
(Rino Tommasi, giornalista)
Il Torneo Avvenire è storicamente uno dei più importanti tornei internazionali di tennis Under 16 insieme all'Orange Bowl di Miami. Dal 2025, mantenendo lo stesso livello Supercategory è diventato Under 14. Viene giocato ogni anno nella seconda settimana di giugno sulla terra rossa del Tennis Club Ambrosiano di Milano.

## Storia
Il "Torneo Avvenire" nasce nel 1965 su iniziativa di alcuni soci del Tennis Club Ambrosiano, desiderosi di lanciare una gara giovanile avendo come parola ispiratrice proprio “avvenire”, a sottolineare l'implicita ricerca di futuri talenti tennistici. Le prime quattro edizioni sono state riservate solamente ai giocatori italiani. Nel 1969 il torneo allarga la partecipazione ai giocatori stranieri, nella sua sede in via Feltre.
Nel 2023 per la prima volta è stato giocato il torneo anche per gli under 14, categoria 1.

## Albo d'oro

### Singolare maschile

I sedicenni Ivan Lendl e Yannick Noah a Milano negli anni 1970

| Anno | Campione                              | Finalista                             | Risultato                             |
| ---- | ------------------------------------- | ------------------------------------- | ------------------------------------- |
| 1965 | Enrico Broggi                         | Adriano Panatta                       | 3–6, 6–1, 6–2                         |
| 1966 | Travia                                | Savoldelli                            | 3–6, 6–3, 6–5                         |
| 1967 | Stefano Matteoli                      | Savoldelli                            | 3–5, 5–6, 6–3                         |
| 1968 | Corrado Barazzutti                    | Elvio Fesce                           | 6–2, 6–5                              |
| 1969 | Ettore Fontana                        | Bordiga                               | 6–3, 6–2                              |
| 1970 | Javier Soler                          | Rolf Gehring                          | 6–3, 6–1                              |
| 1971 | Björn Borg                            | Christophe Casa                       | 6–1, 6–2                              |
| 1972 | Klaus Eberhard                        | Lorenzo Fargas                        | 6–4, 6–4                              |
| 1973 | Peter Elter                           | Jan Källqvist                         | 7–6, 6–0                              |
| 1974 | Bergstrand                            | Heinz Günthardt                       | 6–3, 6–3                              |
| 1975 | Heinz Günthardt                       | Bergstrand                            | rit.                                  |
| 1976 | Ivan Lendl                            | Fabrizio Murgia                       | 3–6, 6–1, 6–1                         |
| 1977 | Stefan Svensson                       | Bernhard Pils                         | 6–3, 6–2                              |
| 1978 | Hans Simonsson                        | Stefan Svensson                       | 6–3, 6–4                              |
| 1979 | Josef Čihák                           | Omar Urbinati                         | 4–6, 6–4, 6–0                         |
| 1980 | Hartnett                              | Bernhadilles                          | 6–7, 7–5, 6–2                         |
| 1981 | Pat Cash                              | Stefan Edberg                         | 6–3, 6–1                              |
| 1982 | Stefan Edberg                         | Cayla                                 | 6–1, 6–3                              |
| 1983 | Bruno Orešar                          | Christer Allgårdh                     | 5–7, 7–5, 6–4                         |
| 1984 | G. Pérez Roldán                       | Rolf Hertzog                          | 6–4, 6–2                              |
| 1985 | G. Pérez Roldán                       | Franco Davín                          | 6–4, 7–5                              |
| 1986 | Jaime Oncins                          | Diego Nargiso                         | 6–4, 6–3                              |
| 1987 | Goran Ivanišević                      | Nicklas Kulti                         | 7–6, 6–3                              |
| 1988 | Tommy Ho                              | Saša Hiršzon                          | 6–2, 6–4                              |
| 1989 | Grant Doyle                           | Juan Garat                            | 6–4, 3–6, 6–4                         |
| 1990 | Nicolas Kischkewitz                   | Massimo Calvelli                      | 6–0, 5–7, 6–2                         |
| 1991 | Thomas Johansson                      | Sebastián Prieto                      | 7–5, 6–3                              |
| 1992 | Nicolas Escudé                        | Magnus Norman                         | 6–1, 2–6, 6–3                         |
| 1993 | Mariano Zabaleta                      | Gustavo Cavallaro                     | 6–3, 6–2                              |
| 1994 | Alberto Martín                        | Óscar Serrano                         | 6–3, 6–3                              |
| 1995 | Arnaud Di Pasquale                    | Federico Luzzi                        | 6–3, 6–4                              |
| 1996 | Irakli Labadze                        | Juan Carlos Ferrero                   | 6–4, 6–4                              |
| 1997 | Guillermo Coria                       | Jaroslav Levinský                     | 7–6, 6–1                              |
| 1998 | Antonio Pastorino                     | Alessandro Piccari                    | 6–1, 6–2                              |
| 1999 | Janko Tipsarević                      | Julien Maigret                        | 7–6, 6–7, 6–3                         |
| 2000 | Brian Dabul                           | Robin Söderling                       | 7–5, 7–6                              |
| 2001 | Jorge Aguilar                         | Fadi-Zyad Zamjaoui                    | 6–1, 4–6, 6–0                         |
| 2002 | Gaël Monfils                          | Fritz Wolmarans                       | 6–4, 6–3                              |
| 2003 | Juan Martin del Potro                 | Marin Čilić                           | 6–4, 6–3                              |
| 2004 | Javier Garrapiz-Borderias             | A. Ramos Vinolas                      | 4–6, 6–1, 6–2                         |
| 2005 | Daniel Alejandro López                | Aljaž Bedene                          | 6–2, 6–3                              |
| 2006 | Guido Pella                           | Davide Della Tommasina                | 6–2, 6–4                              |
| 2007 | Mirza Bašić                           | Marin Draganja                        | 6–7, 7–6, 6–3                         |
| 2008 | Agustin Velotti                       | Andrea Collarini                      | 6–2, 6–2                              |
| 2009 | Dimitar Kuzmanov                      | Roberto Carballés Baena               | 6–1, 6–3                              |
| 2010 | E. Esteve Lobato                      | Aishi Bisht                           | 7–5, 6–2                              |
| 2011 | A. Alcaraz Ivorra                     | Borna Ćorić                           | 6–1, 6–0                              |
| 2012 | Filippo Baldi                         | Lautaro Pane                          | 7–6, 6–0                              |
| 2013 | Andrea Pellegrino                     | Franco Capalbo                        | 7–6, 6–4                              |
| 2014 | Chan Yeong Oh                         | Cesary Walkusz                        | 3–6, 6–3, 6–0                         |
| 2015 | Zsombor Piros                         | Jakub Paul                            | 6–3, 6–4                              |
| 2016 | Federico Arnaboldi                    | Jaime Caldes                          | 3–6, 6–3, 7–6(3)                      |
| 2017 | Alejo Lingua Lavallen                 | Jaime Caldes                          | 6–2, 6–4                              |
| 2018 | Pedro Boscardin Dias                  | Mario Fernandez Gonzalez              | 7–5, 6–3                              |
| 2019 | Gabriele Piraino                      | Niccolò Ciavarella                    | 6–2, 6–2                              |
| 2020 | Annullato per pandemia di Coronavirus | Annullato per pandemia di Coronavirus | Annullato per pandemia di Coronavirus |
| 2021 | Annullato per pandemia di Coronavirus | Annullato per pandemia di Coronavirus | Annullato per pandemia di Coronavirus |
| 2022 | Annullato per pandemia di Coronavirus | Annullato per pandemia di Coronavirus | Annullato per pandemia di Coronavirus |
| 2023 | Michele Mecarelli                     | Kolos Kincses                         | 4–6, 7–5, 6–1                         |
| 2024 | Goncalo da Rosa Castro                | Francesco Pansecchi                   | 6–4, 7–6(5)                           |

### Singolare femminile

Una dodicenne Jennifer Capriati, vincitrice del Torneo Avvenire 1988.

| Anno | Campionessa                           | Finalista                             | Risultato                             |
| ---- | ------------------------------------- | ------------------------------------- | ------------------------------------- |
| 1965 | Castellano                            | Polli                                 | 6–5, 6–5                              |
| 1966 | Rosalba Vido                          | Lidia De Nicola                       | 6–2, 6–3                              |
| 1967 | Casalino                              | Migliavacca                           | 6–3, 6–3                              |
| 1968 | Albini                                | Lupo                                  | 1–6, 6–1, 7–5                         |
| 1969 | Linda Portcheller                     | Bregente                              | 6–1, 6–1                              |
| 1970 | Mima Jaušovec                         | De Gasperi                            | 6–1, 6–1                              |
| 1971 | Mima Jaušovec                         | Helena Anliot                         | 6–0, 6–2                              |
| 1972 | Hradecka                              | Mateo                                 | 6–3, 6–2                              |
| 1973 | Regina Maršíková                      | Annemarie Rüegg                       | 6–4, 6–1                              |
| 1974 | Ana Strochonova                       | Manuela Zoni                          | 6–5, 6–4                              |
| 1975 | Manuela Zoni                          | Sabina Simmonds                       | 7–5, 6–2                              |
| 1976 | Iva Budařová                          | Helene Brywe                          | 6–2, 6–4                              |
| 1977 | Hana Mandlíková                       | Eva Pfaff                             | 6–3, 7–5                              |
| 1978 | Novakova                              | Schieolva                             | 6–3, 4–6, 7–5                         |
| 1979 | Michaela Pazderová                    | Bondova                               | 6–1, 6–2                              |
| 1980 | Lilian Drescher                       | Nicoletta Virgintino                  | 6–2, 6–4                              |
| 1981 | Helena Olsson                         | Petra Huber                           | 7–6, 6–4                              |
| 1982 | Petra Tesarova                        | Carin Anderholm                       | 6–4, 6–4                              |
| 1983 | Federica Bonsignori                   | Katerina Maleeva                      | 6–4, 6–3                              |
| 1984 | Amy Jönsson Raaholt                   | Patricia Tarabini                     | 6–2, 2–6, 6–4                         |
| 1985 | Rona Daniels                          | Simona D'Andrea                       | 6–2, 0–6, 8–6                         |
| 1986 | Laura Lapi                            | Leona Lásková                         | 6–3, 7–6                              |
| 1987 | Conchita Martínez                     | Jo-Anne Faull                         | 4–6, 6–4, 7–5                         |
| 1988 | Jennifer Capriati                     | Patricia Miller                       | 6–3, 6–4                              |
| 1989 | Inés Gorrochategui                    | Perez                                 | 6–4, 4–6, 6–2                         |
| 1990 | Barbara Mulej                         | Tamara Pavlov                         | 6–3, 6–3                              |
| 1991 | Eva Jiménez                           | Olvier                                | 6–2, 6–2                              |
| 1992 | Martina Hingis                        | Sara Ventura                          | 6–3, 6–4                              |
| 1993 | Stephanie Halsell                     | Nicole Schmidle                       | 4–6, 6–3, 6–1                         |
| 1994 | Alice Canepa                          | Isabelle Taesch                       | 6–2, 6–2                              |
| 1995 | Nala Kovacic                          | Dora Krstulović                       | 6–3, 7–5                              |
| 1996 | Melissa Middleton                     | Lauren Kalvaria                       | 6–4, 6–4                              |
| 1997 | Clarisa Fernández                     | Ansley Cargill                        | 7–5, 6–4                              |
| 1998 | Maria Salerni                         | Olivia Sanchez                        | 4–6, 6–3, 6–3                         |
| 1999 | Gisela Dulko                          | Sofia Arvidsson                       | 2–6, 6–2, 7–6                         |
| 2000 | Shuai Peng                            | Marija Šarapova                       | 6–1, 6–2                              |
| 2001 | Nika Ožegović                         | Marta Fraga                           | 6–3, 7–5                              |
| 2002 | Adriana González-Peñas                | Sanchez                               | 6–3, 6–3                              |
| 2003 | Katia Sabate                          | Josipa Bek                            | 2–4, 6–4, 6–1                         |
| 2004 | Ayu Fani Damayanti                    | Florencia Molinero                    | 6–3, 7–6                              |
| 2005 | Corinna Dentoni                       | Ksenia Palkina                        | 7–5, 7–6                              |
| 2006 | Polona Hercog                         | Claudia Giovine                       | 7–5, 6–0                              |
| 2007 | Camila Silva                          | Nikola Koprivova                      | 6–3, 6–1                              |
| 2008 | Cristina Dinu                         | Daniela Seguel                        | 6–1, 6–3                              |
| 2009 | Ágnes Bukta                           | Sara Eccel                            | 6–4, 7–5                              |
| 2010 | Maria Ines Deheza                     | Barbora Krejčíková                    | 6–3, 6–2                              |
| 2011 | Jeļena Ostapenko                      | Ivana Jorović                         | 7–5, 6–2                              |
| 2012 | Iryna Šymanovič                       | Anna Bondár                           | 6–1, 6–3                              |
| 2013 | Sofija Žuk                            | Anna Gabric                           | 7–5, 7–6                              |
| 2014 | Julia Payola                          | Ljudmila Samsonova                    | 6–3, 6–2                              |
| 2015 | María Carlé                           | Giulia Peoni                          | 6–7, 6–4, 7–5                         |
| 2016 | Viktoriya Petrenko                    | Denisa Hindova                        | 6–1, 6–4                              |
| 2017 | Darja Viďmanová                       | Carol Monnet                          | 6–4, 6–1                              |
| 2018 | Ėrika Andreeva                        | Asia Serafini                         | 7–5, 6–7, 6–1                         |
| 2019 | Sebastianna Scilipoti                 | Lucija Ciric Bagaric                  | 6–0, 4–6, 6–2                         |
| 2020 | Annullato per pandemia di Coronavirus | Annullato per pandemia di Coronavirus | Annullato per pandemia di Coronavirus |
| 2021 | Annullato per pandemia di Coronavirus | Annullato per pandemia di Coronavirus | Annullato per pandemia di Coronavirus |
| 2022 | Annullato per pandemia di Coronavirus | Annullato per pandemia di Coronavirus | Annullato per pandemia di Coronavirus |
| 2023 | Mariella Thamm                        | Ilary Pistola                         | 6–4, 6–3                              |
| 2024 | Carla Giambelli                       | Tea Kovacevic                         | 5–7, 6–1, 6–2                         |

### Singolare maschile
| Anno | Campione           | Finalista            | Risultato    |
| ---- | ------------------ | -------------------- | ------------ |
| 2023 | Eric Dylan Mueller | Rares Andrei Ionescu | 7–6(10), 6–0 |
| 2024 | Stan Put           | Alex Tuomolin        | 6–0, 6–2     |

### Singolare femminile
| Anno | Campionessa         | Finalista      | Risultato            |
| ---- | ------------------- | -------------- | -------------------- |
| 2023 | Yui Komada          | Ran Wakana     | 1–6, 6–3, 6–0        |
| 2024 | Maria Valentina Pop | Daniel Baranes | 4–6, 7–6(3), 7–6(10) |